# Roman Szymanowski

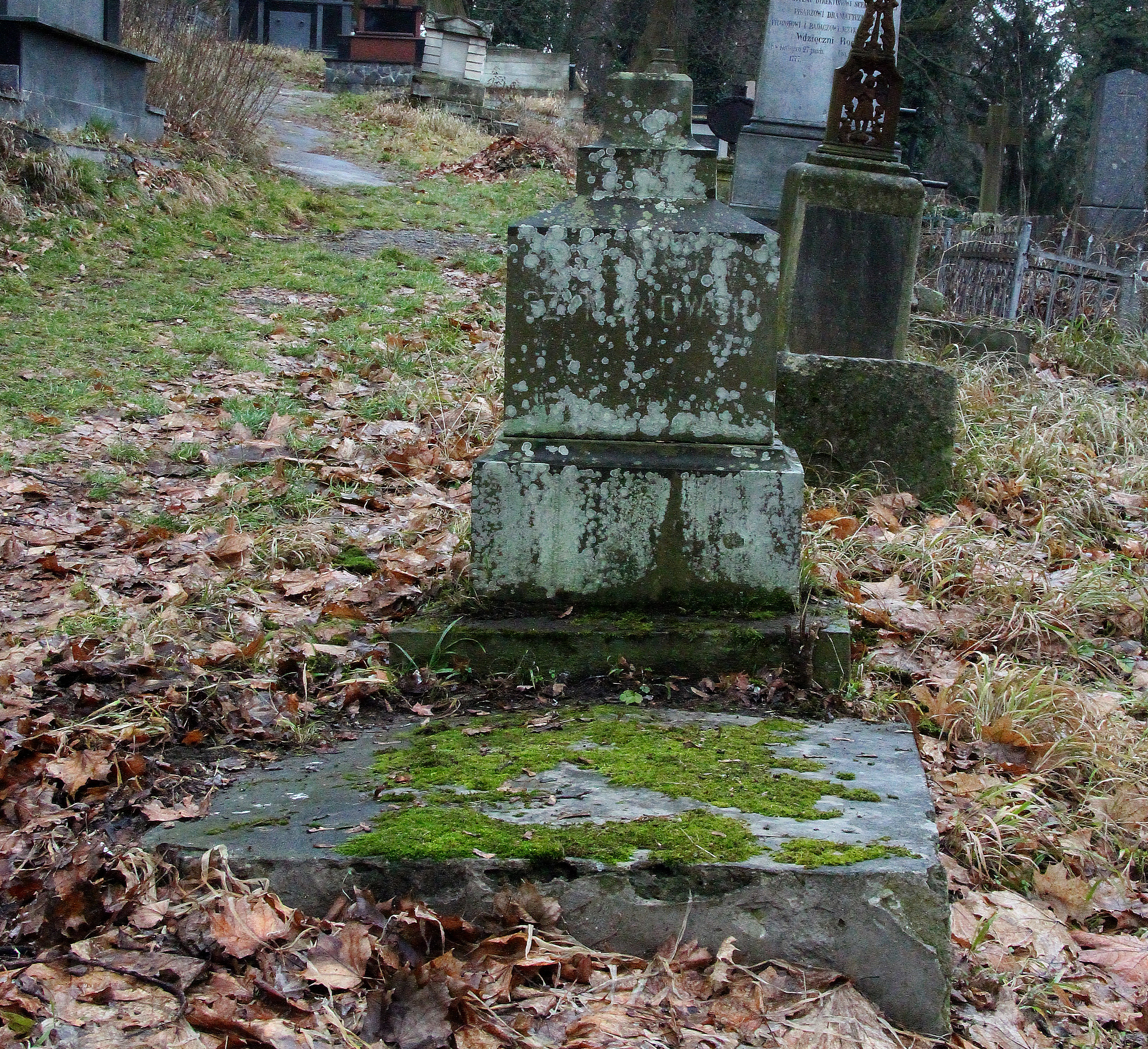

Roman Szymanowski (lub Korwin-Szymanowski) herbu Jezierza (ur. 28 lutego 1850 w Spasowie, zm. 30 marca 1916 we Lwowie) – urzędnik, polityk demokratyczny i poseł do austriackiej Rady Państwa.
Ukończył gimnazjum we Lwowie (1868). Studiował na wydziałach prawa na uniwersytetach w Krakowie (1868-1869), Lwowie (1869-1871) i Wiedniu (1871-1873). Ziemianin od 1876 posiadał dobra Spasów w pow. sokalskim.
Pracował jako urzędnik najpierw praktykant konceptowy (1873-1879), potem adiunkt (1880-1884) w Namiestnictwie Galicyjskim we Lwowie (1874-1884) oddelegowany do biura Sejmu Krajowego (1873), Starostwa Powiatowego w Brodach (1875) w Wieliczce (1880). Członek Komisji Rewizyjnej w Galicyjskim Zakładzie Zastawniczym i Kredytowym we Lwowie (1880-1881).
Od 1880 oddelegowany w randze Komisarza Namiestnictwa do Bośni gdzie najpierw był urzędnikiem w Starostwie Powiatowym w Sarajewie (1880), następnie sekretarzem w rządzie krajowym w Sarajewie, w 1881 naczelnik powiatu w Visoko, zaś w 1882 szefem policji w Sarajewie. sekretarz stanu i szef Wydziału Handlu w rządzie krajowym i w Sarajewie w 1883-1884. Po powrocie z Bośni Komisarz w Starostwie Powiatowym w Złoczowie (1885-1887).
Poseł do austriackiej Rady Państwa VII kadencji (22 września 1885 – 18 czerwca 1887) wybrany w kurii I większej własności ziemskiej, w okręgu wyborczym nr 11 (Żółkiew-Rawa-Sokal). Po jego rezygnacji z powodu objęcia stanowiska w Ministerstwie ds. Galicji mandat objął 18 października 1887 Mieczysław Bużenin-Mniszek. W parlamencie członek Koła Polskiego w Wiedniu, należał do grupy posłów demokratycznych.
Od 1887 pracował w Ministerstwie ds. Galicji, jako vice-sekretarz ministerialny a od 1888 jako sekretarz kierował biurem ministerstwa. W 1899 przeszedł w stan spoczynku.
W 1894 powrócił do służby, został wówczas sekretarzem Namiestnictwa Galicyjskiego (1894-1895) następnie starostą (1895-1901) i radcą namiestnictwa (1902-1912). W 1912 ostatecznie przeszedł w stan spoczynku. Członek Dyrekcji galicyjskiego funduszu propinacyjnego (1895-1901). Członek Komisji Dyscyplinarnej przy Namiestnictwie (1911-1912).

## Odznaczenia i wyróżnienia
Odznaczony Krzyżem Kawalerskim Orderu Franciszka Józefa (1882), Medalem Jubileuszowym Pamiątkowy dla Sił Zbrojnych i Żandarmerii, Medalem Jubileuszowym Pamiątkowym dla Cywilnych Funkcjonariuszów Państwowych, Krzyżem Jubileuszowym dla Cywilnych Funkcjonariuszów Państwowych, od 1884 c. k. szambelan, honorowy obywatel miast Visoko i Variś w Bośni

## Rodzina i życie prywatne
Urodził się w rodzinie ziemiańskiej, syn Szymona Symeona (1810–1876), właściciela Spasowa, wspierającego podczas powstania styczniowego partię Zapałowicza i Zofii z Polanowskich. Rodziny nie założył.